# Mita (metropolitana di Tokyo)
Mita (三田駅?, Mita-eki) è una stazione della metropolitana di Tokyo che si trova a Minato. La stazione è servita sia da due linee della Toei e si trova a poca distanza dalla stazione di Tamachi, dove è possibile interscambiare con la linea Yamanote. La stazione serve inoltre il campus dell'Università Keio.

## Struttura
La stazione è dotata di due piattaforme a isola con quattro binari sotterranei serventi entrambe le linee.
| 1 | Linea Asakusa | per Sengakuji, Nishi-Magome, Aeroporto Haneda e Misakiguchi |
| 2 | Linea Asakusa | per Nihombashi, Oshiage, Aeroporto Narita e Imba Nihon-idai |
| 3 | Linea Mita    | per Meguro, Musashi-Kosugi e Hiyoshi                        |
| 4 | Linea Mita    | per Ōtemachi, Sugamo e Nishi-Takashimadaira                 |

## Stazioni adiacenti
| «                  | Servizio      | »             |
| Linea Asakusa      | Linea Asakusa | Linea Asakusa |
| ------------------ | ------------- | ------------- |
| Sengakuji          | -             | Daimon        |
| Linea Mita         |               |               |
| Shirokane-Takanawa | -             | Shibakōen     |